# Inna Palijenko
Inna Wolodymyriwna Palijenko (ukrainisch Інна Володимирівна Палієнко, wiss. Transliteration Inna Volodymyrivna Palijenko; * 8. Juni 1969 in Mykolajiw) ist eine ehemalige ukrainische Freestyle-Skierin. Sie war auf die Disziplin Aerials (Springen) spezialisiert.

## Werdegang
Palijenko startete in der Saison 1988/89 in Tignes erstmals im Freestyle-Skiing-Weltcup, wobei sie den 11. Platz errang und belegte bei den Weltmeisterschaften 1989 in Oberjoch den 13. Platz. In der Saison 1992/93 erreichte sie in Lillehammer mit dem sechsten Platz ihre erste Top-Zehn-Platzierung und zum Saisonende den 13. Platz im Aerials-Weltcup. Zudem sprang sie bei den Weltmeisterschaften 1993 in Altenmarkt-Zauchensee erneut auf den 13. Platz. In der folgenden Saison errang sie Tignes mit dem vierten Platz ihre beste Platzierung und zum Saisonende den 21. Platz im Aerials-Weltcup. Beim Saisonhöhepunkt, den Olympischen Winterspielen 1994 in Lillehammer, wurde sie Elfte. In ihrer letzten Saison als aktive Sportlerin 1994/95 kam sie in Oberjoch mit dem zehnten Platz letztmals unter den ersten Zehn und zum Saisonende auf den 20. Platz im Aerials-Weltcup. Zudem belegte sie bei den Weltmeisterschaften 1995 in La Clusaz den 15. Platz.

## Erfolge

### Olympische Spiele
- 1994 Lillehammer: 10. Platz Aerials

### Weltmeisterschaften
- 1989 Oberjoch: 13. Platz Aerials
- 1993 Altenmarkt: 13. Platz Aerials
- 1995 La Clusaz: 15. Platz Aerials

### Weltcupwertungen
Palijenko nahm an 16 Weltcups teil und erreichte drei Top-Zehn-Platzierungen.
| Saison  | Gesamt | Gesamt | Aerials | Aerials |
| Saison  | Platz  | Punkte | Platz   | Punkte  |
| ------- | ------ | ------ | ------- | ------- |
| 1988/89 | -      | -      | 2       | 23.     |
| 1992/93 | 30     | 58.    | 180     | 19.     |
| 1993/94 | 38     | 58.    | 304     | 21.     |
| 1994/95 | 31     | 55.    | 248     | 20.     |